# Vijay Bahuguna

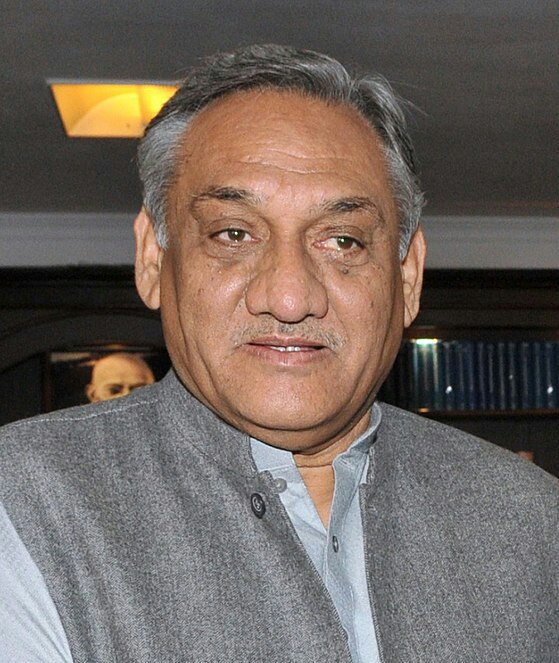
Vijay Bahuguna

Vijay Bahuguna (Hindi: विजय बहुगुणा Vijay Bahuguṇā [ˈʋɪdʒʌj ˈbʌhʊɡʊɳɑ]; * 28. Februar 1947 in Allahabad) ist ein indischer Politiker der Kongresspartei aus dem Bundesstaat Uttarakhand. Er war von März 2012 bis Januar 2014 Chief Minister (Regierungschef) Uttarakhands.

## Leben
Vijay Bahuguna wurde am 28. Februar 1947 in Allahabad im indischen Bundesstaat Uttar Pradesh geboren. Sein Vater Hemwati Nandan Bahuguna war ein Mitglied der indischen Unabhängigkeitsbewegung und für die Kongresspartei 1973–1975 Chief Minister von Uttar Pradesh. Seine Schwester Rita Joshi ist ebenfalls Kongress-Politikerin in Uttar Pradesh. Zudem ist der ehemalige Chief Minister Uttarakhands, B. C. Khanduri von der Bharatiya Janata Party (BJP), ein Cousin Bahugunas. Vijay Bahuguna studierte Rechtswissenschaft an der Allahabad University und schloss sein Studium mit einem Bachelor of Laws ab.
Im Februar 2007 wurde Vijay Bahuguna in einer Nachwahl im Wahlkreis Tehri Garhwal im Bundesstaat Uttarakhand in die Lok Sabha, das gesamtindische Unterhaus, gewählt. Bei der Wahl 2009 verteidigte er seinen Wahlkreis.
Am 13. März 2012 wurde Vijay Bahuguna Chief Minister (Regierungschef) von Uttarakhand. Aus der vorangegangenen Bundesstaatswahl war die Kongresspartei als stärkste Partei hervorgegangen und hatte sich durch die Unterstützung von drei unabhängigen Abgeordneten und einem Abgeordneten der Regionalpartei Uttarakhand Kranti Dal eine Parlamentsmehrheit gesichert. Nach längeren Spekulationen darum, wer das Amt des Chief Ministers bekleiden sollte, wurde Vijay Bahuguna als Kompromisskandidat ausgewählt. Seine Amtseinführung war von parteiinternen Spannungen begleitet, die die leer ausgegangenen Aspiranten auf den Posten des Chief Ministers ausgelöst hatten.
Während der Regierungszeit Bahugunas erlebte Uttarakhand im Juni 2013 eine verheerende Flutkatastrophe mit über 5000 Toten. Nach der Flut wurde Bahuguna mangelhaftes Krisenmanagement angelastet. Am 31. Januar 2014 trat Vijay Bahuguna vom Amt des Chief Ministers von Uttarakhand zurück. Der Rücktritt geschah unter dem Druck der Kongress-Führung, die hoffte, durch den Austausch des unpopulären Bahuguna ihre Chancen für die anstehenden gesamtindischen Parlamentswahlen zu verbessern. Zum Nachfolger Bahugunas wurde sein Parteikollege, der Bundesminister Harish Rawat, bestimmt. Rawat war bereits 2012 einer der Anwärter für den Posten des Chief Ministers gewesen. Noch am Tag seines Rücktritts teilte Bahuguna sich selbst ein in Staatsbesitz befindliches Anwesen in Dehradun als Residenz zu.